# تمبينكوسي فانتيني
لاولي ثمبنكوسي فانتيني (Thembinkosi Fanteni)، من مواليد 2 فبراير 1984 في كيب تاون في جنوب أفريقيا، لاعب كرة قدم جنوب أفريقي.
بدأ مسيرته الكروية مع نادي موثر سيتي، ولعب معهم حتى عام 2004، وفي عام 2005 انتقل إلى نادي أياكس كيب تاون، ولعب معهم حتى عام 2007، وشارك معهم في 67 مباراة وسجل 27 هدف، ومنذ عام 2008 وهو يلعب مع نادي ماكابي حيفا الإسرائيلي.
منذ عام 2007 وهو يلعب مع منتخب جنوب أفريقيا لكرة القدم.

## روابط خارجية
- تمبينكوسي فانتيني على موقع الاتحاد الدولي (مؤرشف)  (الإنجليزية)
- تمبينكوسي فانتيني على موقع قاعدة بيانات كرة القدم.إي يو (الإنجليزية)
- تمبينكوسي فانتيني على موقع ناشيونال فوتبول تيمز (الإنجليزية)
- تمبينكوسي فانتيني على موقع عالم كرة القدم.نت (الإنجليزية)
- تمبينكوسي فانتيني على موقع كووورة